# Dana International
Dana International (en hebreu, דנה אינטרנשיונל) és una cantant de música pop transsexual israeliana. D'origen iemenita, nasqué el 2 de febrer del 1969 a Holon (Israel) amb el nom de Yaron Cohen. Fou guanyadora d'Eurovisió el 1998 amb la cançó "Diva".

## Biografia
Yaron era el més petit de tres germans, després de sa germana Limor i son germà Nimrod. Des de petit sentí que la seva vocació era l'escenari.
El seu primer èxit fou la cançó "El meu nom no és Saida", una versió satírica de la "My name is not Susan" de Whitney Houston que s'emeté durant molt de temps a la ràdio.
El 1993 viatjà a Londres per una operació de canvi de sexe, tornant-ne com a Sharon Cohen. Aquell mateix any publicà el primer àlbum a Israel, titulat Dana International. L'àlbum també fou publicat en altres països de l'Orient Mitjà com ara Egipte i Jordània. El nom de l'àlbum acabà convertint-se en el seu nom artístic. Aquesta obra obtingué el disc d'or a Israel i la feu molt popular a nombrosos països, especialment entre el públic gai.
El 1995 sortí a la venda el seu segon disc titulat Umpatampa, gràcies al qual va guanyar el premi a millor artista femenina d'Israel 1996. També cal remarcar que el 1995 va intentar participar en Eurovisió, però no ho va aconseguir, ja que la seva cançó ("Layla Tov Eropa"- "Bona Nit Europa!") va quedar segona a la preselecció, darrere de Loira.
El seu tercer disc Maganona va ser censurat a Egipte i Jordània per por que la transsexualitat de Dana International pervertís la població. Tot i això el disc va tenir milions de descàrregues pirates en aquests dos països que van incrementar encara més el seu èxit i publicitat.
Dana International serà sempre recordada per la seva victòria eurovisiva el 1998, el seu "Diva" amb 172 punts, el que significava el record absolut d'Israel al festival. Aquella gran nit a Birmingham (Regne Unit) també pot ser recordada per l'ajustada votació (el primer lloc no es decidí fins a l'última votació) o la cridanera jaqueta de plomes de papagai que va vestir Dana International de Jean-Paul Gaultier. A partir d'aquell dia el mite de Dana va créixer considerablement arreu d'Europa: la seva cançó va ser capdavantera en els xats israelites i espanyols, també cal remarcar l'11è lloc en els xats dels Estats Units (anglesos).
L'any 2000 tragué a la venda un altre àlbum: The Album, per a tot Europa, una de les cançons, "Free" (en català "Lliure"), fou un èxit rotund a arreu d'Europa. Un any després participà en la gala Congratulations, en la qual la seva cançó "Diva" s'alçà amb el 13è lloc, el qual la va col·locar com la 13a millor cançó de la història d'Europa i la millor cançó de la història d'Israel.
Del 2003 fins al 2007 la seva carrera va adormir-se.
El 2007 va tornar amb un gran èxit: Hakol Ze Letova, àlbum que consta de 5 singles: "Hakol Ze Letova" ("Tot és pel bé"), "Love Boy" ("Noi d'amor"), "At Muhana" ("Estàs preparat"), "Seret Hodi" ("Pel·lícula índia") -a duo amb Idan Yaniv- i "Yom Huledet" ("Aniversari").
El 2008 va ser la compositora de la cançó israelita al Festival de la cançó d'Eurovisió, que quedà 5a a la semifinal, el qual és el millor resultat en una semifinal d'Israel al festival, i 9a a la final.
El 2009 obrí la gala d'Eurovisió a Moscou, Rússia.
El 2011 va guanyar el Kadam Eurovision 2011 i va aconseguir així una plaça a la segona semifinal del Festival de la Cançó d'Eurovisió 2011 en representació d'Israel amb la cançó Ding Dong, on va aconseguir una 15a posició. El mateix any va treure a la venda la cançó "Alay" (a duo amb Subliminal).
Dana International ha participat en la campanya Gay rights are human rights (en anglès, Els drets dels homosexuals són drets humans) d'Amnistia Internacional.
A l'abril de 2013, després d'un descans de dos anys, Dana va donar a conèixer un nou single, "Ma La'asot". Va ser llançat digitalment a tot el món el 24 d'abril de 2013. El 29 de maig Dana va llançar el videoclip de la cançó "Loca" que és el segon single del proper àlbum i també va fer el clip per promoure l'Orgull Gai de Tel-Aviv 2013. Dana es presentà en l'acte central per l'Orgull Gai el 7 de juny.

## Discografia
A més de cançons originals, Dana International és coneguda per versions d'èxits clàssics. Ha treballat amb altres artistes com l'israelià DJ Ofer Nissim o el mexicà Subliminal (per crear la cançó «Alay»).
- 1993: Dana International, IMP Dance
- 1994: Umpatampa, IMP Dance
- 1995: E.P.Tempa, IMP Dance
- 1996: Maganuna, Helicon/Big Foot
- 1998: The Album (CD no oficial, amb remixes i alguns dels seus èxits del moment)
- 1998: Diva - The Hits, IMP Dance
- 1999: Free, CNR Music
- 2000: Free (edició Israelí), NMC
- 2001: Yoter ve yoter (Més i més), NMC
- 2002: Ha'chalom ha'efshari (El somni possible), IMP Dance
- 2003: The CDs collection, IMP Dance
- 2007: Hakol Ze Letova. (Tot és pel bé).

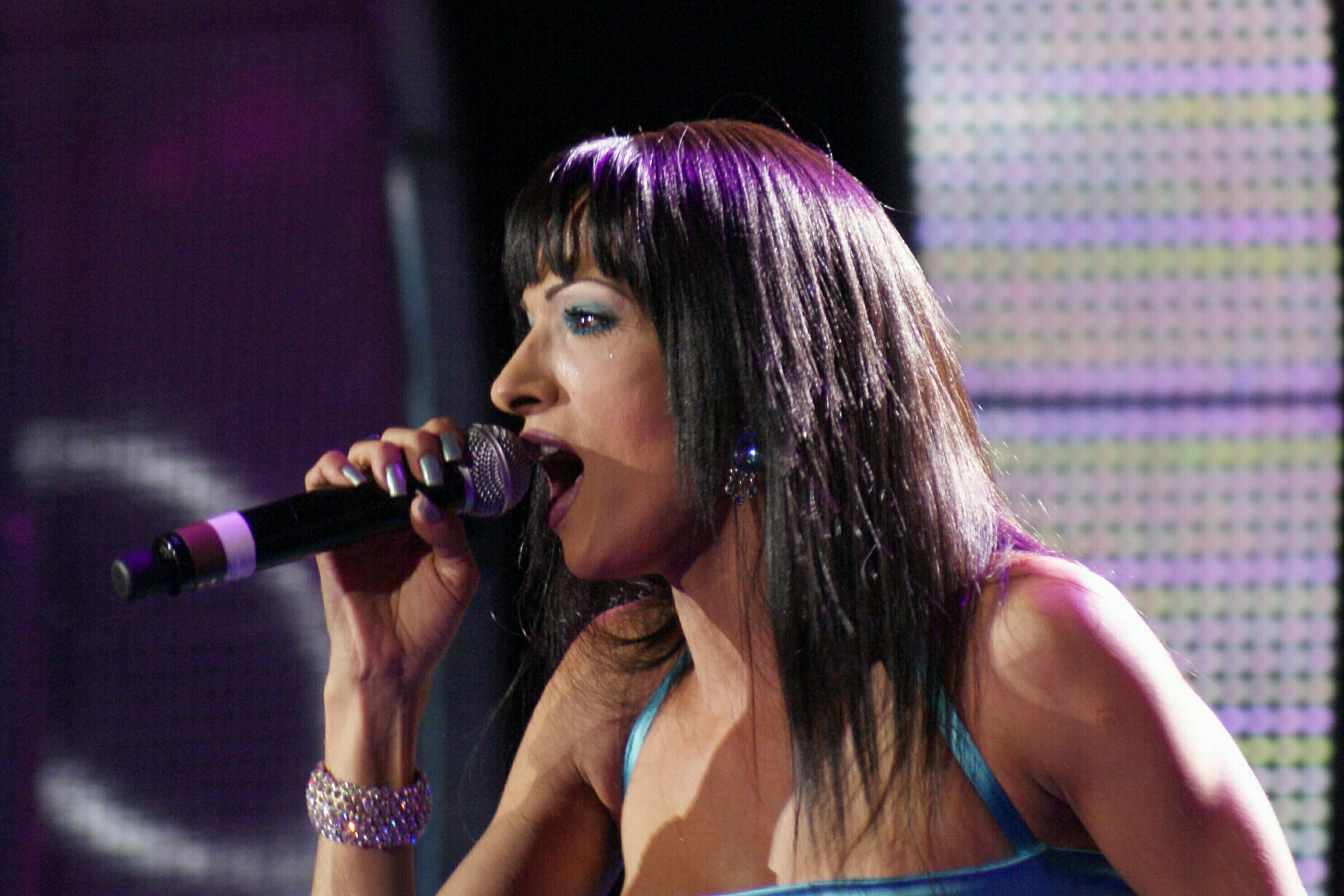
Dana International en una actuació

- 2011: Ding Dong, ESC
- 2013: Ma La'asot